# Anders Danielsson (1784–1839)
Anders (eller Andreas) Danielsson, född 14 januari 1784 i Gingri socken, Älvsborgs län, död 22 april 1839 i Angereds socken, Älvsborgs län, var en svensk lantbrukare och riksdagsledamot. Han var ledare för oppositionen inom bondeståndet.

## Biografi
Danielsson hade inte fått någon omfattande utbildning, men fick en tingsskrivarplats och där blev han känd för sitt skarpa huvud och sin kraftiga vilja. Vid 1809 års riksdag gjorde han sitt inträde i politiken och han deltog därefter i alla riksdagsmöten intill sin död. Ännu 1815 var han i åtskilligt regeringens man och, enligt uppgift av bondeståndssekreteraren, "mot kontant" dennes "pålitliga stöd". Men redan under riksdagen 1817–1818, sedan riddarhusoppositionen börjat samla sina krafter, förändrades hans ställning efter hand och vid riksdagens slut ansåg Danielsson att bondeståndet trätt ur sitt "omyndighetstillstånd".
Vid 1823 års riksdag var han bondeoppositionens erkände ledare och väckte, redan från början, stort uppseende genom sina sträva hälsningstal till de övriga stånden. I många hänseenden, särskilt genom sin energiska seghet och fyndiga talegåva, var han en god ledare. Många gånger fick han visserligen stickord för sin prunkande fraseologi, vilken alltför tydligt vittnade om främmande biträde – 1829 skrev exempelvis Carl Henrik Anckarsvärd anföranden åt honom – men ingen tvivlade på, att grundsatserna och åsikterna var hans egna.
Förutom nyss nämnda värdefulla chefsegenskaper ägde han också, ofta i rikt mått, till sitt förfogande de yttre medel, som den tiden tämligen ohöljt begagnades för att vinna inflytande. Riksdagsordningens § 15 stadgade då helt enkelt: "Vilja flere härad förena sig om en fullmäktig, vare sådant dem obetaget", och i kraft därav kunde Danielsson vid sistnämnda riksdag uppträda såsom representant för fem härader i Älvsborgs län samt fyra härader i Skaraborgs län och hans alltmer ökade anseende ledde slutligen till att han 1834 blev ombud för 27 härader. På så sätt kom han att kontrollera omkring en femtedel av hela röstetalet i bondeståndet. Under dessa förhållanden räckte riksdagsmannaarvodet inte bara till underhållet av ett helt privatkansli, utan också till de förtroliga sammankomster där åsikterna bäst bearbetades.
Även av 1827 års säregna statsrevision var Danielsson ledamot och gång efter annan kom han i åtnjutande av indräktiga platser vid bankens förvaltning. Hans kostsamma riksdagsliv blev till sist ruinerande för hans privata affärer, processer tillstötte om beräkningen av hans arvoden och endast tack vare hjälp från vänner kunde han ostörd till sin död behålla platsen som direktör vid diskonten i Göteborg. Grundlagsändringen vid 1834–1835 års riksdag omöjliggjorde hans mångdubbla kommitténtskap.
Som politisk personlighet delade han förtjänster och fel med övriga medlemmar av den begynnande riksdagsoppositionen under de första årtiondena av Karl XIV Johans regering. Till hans program hörde flera frågor, som sedan dess ofta återkom hos bonderepresentanter: grundskatternas försvinnande (1823), minskning i ämbetsmännens antal och myndighet (1823), hypoteksinrättningar för jordbrukets understöd (1823), samt dagavlöning åt beväringen (1815).
Såsom en gärd av erkänsla för den bortgångnes medborgerliga förtjänster voterade 1841 års riksdag en årlig pension åt hans änka och barn.